# Модена (провинция)
Мо́дена (итал. Provincia di Modena, эмил.-ром. Pruvèinsa ed Mòdna) — провинция в Италии, в регионе Эмилия-Романья. Столицей провинции является город Модена.

## География
Площадь провинции составляет 2689 км2, а население — порядка 701 000 (2017). Провинция разделена на 47 коммун. Крупнейшими после столицы являются Карпи, Сассуоло, Формиджине и Кастельфранко-Эмилия.
Северная часть провинции расположена на равнине реки По, тогда как южная изрезана Апеннинами. Крупнейшей вершиной в горной части является гора Чимоне.

## Экономика
На территории провинции располагаются заводы автомобильных компаний Ferrari, De Tomaso, Pagani Automobili и Maserati.
Среди продуктов, производимых в регионе, некоторые отмечаются знаком качества DOC, гарантирующим, что продукт был произведен в соответствии с технологическими требованиями в традиционном регионе его происхождения. В их числе сыр Пармезан и бальзамический уксус.